# Hibbertia pilifera
Hibbertia pilifera är en tvåhjärtbladig växtart som beskrevs av Toelken. Hibbertia pilifera ingår i släktet Hibbertia och familjen Dilleniaceae. Inga underarter finns listade i Catalogue of Life.